# 雅叙園観光事件
雅叙園観光事件（がじょえんかんこうじけん）は、1987年（昭和62年）頃に日本で起きた、株の買い占め・企業乗っ取り事件である。仕手集団コスモポリタン代表だった池田保次が雅叙園観光株式会社の株を買い占め、同社の経営権を奪った。後のイトマン事件の発端として知られている。

## 事件の経緯
松尾國三が1948年（昭和23年）に創業した雅叙園観光株式会社は、開業当初こそ経営は順調だったが、次第に衰退し、1980年代末には倒産寸前だった。
雅叙園観光には、兄弟会社のような存在として日本ドリーム観光があった。オーナーはともに松尾だったが、雅叙園観光がジリ貧になっていたのに対して、日本ドリーム観光は時代の幸運に恵まれ、田中角栄内閣時代の列島改造ブームにより莫大な資産を作った会社だった。
一方、1980年代半ばになって日本のバブル経済が始まると、地上げや株の買い占め、企業の乗っ取りなどの手段を使って表社会の企業に入り込み、大きな利益を上げようとする反社会勢力の人間たちが続出するようになった。そのような人間の中で日本ドリーム観光の資産に目をつけたのが、仕手集団・コスモポリタン代表・池田保次だった。
雅叙園観光は日本ドリーム観光の大株主だったので、池田は、経営状態の悪い雅叙園観光の株を買い占めて経営権を奪い、同時に日本ドリーム観光を乗っ取ろうと考えた。
1984年 (昭和59年) に創業者の松尾國三が亡くなってからは、未亡人のハズヱが雅叙園観光・日本ドリーム観光2社を仕切っていたが、運悪く、日本ドリーム観光で内紛が生じた。池田はこれに乗じて日本ドリーム観光の専務を抱き込み、雅叙園観光の発行済み株式の約8割にあたる2,200万株を手に入れ経営権を奪取、自分は雅叙園観光の会長に座るとともに、コスモポリタングループから呼んだ諏訪誠一郎が社長に収まった。これが1987年 (昭和62年) 5月のことである。
これに不安を感じたハズヱは秦野章に相談、対策として秦野は自分の秘書をしていた寺尾文孝を日本ドリーム観光の副社長に据えさせた。このように池田と旧経営陣が対立する最中に発生したのが、1987年 (昭和62年) 10月のブラックマンデーだった。
池田は雅叙園観光の経営権を奪ったのと同時期、新井組、タクマ、東海興業、石原建設、日本ドリーム観光などの株も買い占めていたが、ブラックマンデーのあおりを受けて株価が暴落、その資金の手当てに雅叙園ホテルの手形を乱発、株価はさらに下がり手の施しようがなくなった。このときに乱発された手形の総額は700億円だったようである。コスモポリタン関連企業は負債を抱えて倒産した。

## イトマン事件へ
手形の乱発により雅叙園観光は経営危機に陥った。同社の債権者は、許永中やアイチのオーナー・森下安道、丸益産業の種子田益夫、大阪府民信用組合の南野洋らだったが、このままでは手形が不渡りになって事実上の倒産に陥り、自分たちが出資した資金を失なうおそれがあった。彼らは手形の回収を急ぐ一方、経営問題について相談、彼らに推されて許永中が雅叙園観光の経営に参画するのが翌1988年 (昭和63年) の2月頃のことである。
その後、許が南野に相談して、南野の推薦により同社の経営は、許から、東京・八重洲にあった協和綜合開発研究所代表の伊藤寿永光 (実際は地上げ屋) へバトンタッチされた。伊藤は、雅叙園観光ホテルが立地する土地のうち、細川家が相続税を物納したため国有になっている部分を、政治家の口利きで民間へ売却させ、所有権の問題を解決して再開発を狙っていた。イトマン社長の河村良彦、住友銀行会長の磯田一郎、磯田の長女と夫、第5代山口組若頭宅見勝を除けば、この段階でイトマン事件の主要な関係者はすべて出揃っている。
その後に起こったのが池田の突然の失踪だった。
1988年 (昭和63年) 8月12日朝、池田は秘書に「一人で東京に行くから、おまえは帰っていい」と言い残して、新大阪駅で新幹線に乗ったあと失踪した。東京へ行く途中、結婚式に出席するため名古屋駅で下車、知人と会食するはずになっていたが現れず、その後の池田の行方はわかっていない。名古屋駅で下車する前に、岐阜羽島駅で東海地方の山口組系の暴力団員に連れ去られたとの証言もあったが、真偽は不明である。コスモポリタン関連企業の抱えた負債をめぐるトラブルから、暴力団関係者に殺されたのではないかとも言われている。
コスモポリタンは1988年 (昭和63年) 11月2日、大阪地方裁判所から破産宣告を受け破綻、雅叙園観光を含めて同社所有の株は裏社会に流出した。
雅叙園観光株が行き着いた先が伊藤寿永光で、多額の含み損を抱えており資金を手当てする必要に迫られていた。伊藤のもとで、手形回収のための資金繰りは当初、南野が大阪府民信用組合の資金から融通していたが頓挫していた。伊藤が新たなスポンサーとして頼ったのがイトマン社長の河村だった。伊藤と河村が知己になったのは、伊藤の証言を信用する限り、磯田の紹介によるものである。
東京に進出して地上げを始める以前の伊藤は愛知県で結婚式場やバッティングセンターの経営をしており、住友銀行名古屋支店と取引があった。伊藤の証言を信用するなら、ここの副支店長は磯田のお気に入りだったことから、伊藤はこの時期既に、磯田と面識があった。時期は、伊藤が河村と知り合いになるよりももっと以前のことだという。東京で地上げを始めるようになってからは、磯田とは家族ぐるみで交際するようになったと伊藤は証言している。また、河村の証言では、愛知県で活動していた時期に、結婚式場のトラブルの解決で伊藤は宅見と既に深い関係を築いていたという。
東京進出後、伊藤は、宅見の威光を借りて銀座一丁目にある「銀一ビル商店街」の地上げを行っていた。はじめ、この土地を大和製罐が買いたがったが、その話を聞きつけた磯田が大和製罐に代わって買いたいと申し出てきた。この時期、イトマンは自社の東京本社を建てるという名目で東京・南青山の地上げを行っていたが不完全にしか土地を取得できず虫食い状態になっており、再開発できずにいた。イトマン社長だった河村がこの損失で苦境に立たされていることは磯田も知っており、磯田が伊藤に河村を紹介したのが、伊藤とイトマンとの関係ができた理由だと、伊藤は証言している。一般に、伊藤が河村を知るようになったのは、コスモポリタン代表の池田が失踪したあとのことだと書かれているが、実際は失踪以前から河村と関係を持っていたと、伊藤は証言している。
伊藤が河村と初対面したのは、1989年 (平成元年) 8月初旬、大阪ミナミの料亭のことで、河村・伊藤の他に、住友銀行名古屋栄町支店長と元名古屋支店長・イトマン常務の加藤吉邦が同席した。
これ以後、イトマン社長解任の瀬戸際にいた河村は、見せかけの業績回復のために、伊藤が持ち込んだプロジェクトを次々と受け入れただけでなく、伊藤のイトマン常務就任、雅叙園観光の第3者増資割当てのイトマン引受け、さらには伊藤を経由して許永中との巨額な絵画取引など、イトマン事件へ発展していく。

### 注
1. ↑  雅叙園観光・日本ドリーム観光の内紛については、どの資料でも同じ説明がなされているというわけではない。六角弘『怪文書』(光文社新書) 第3章によれば、内紛はドリーム観光ではなく雅叙園観光で生じており、ハズヱ派と、雅叙園観光の社長派で経営をめぐる方針の対立があったことになっている。また、秦野章が登場する点は同じだが、秘書の話は書かれていない。雅叙園観光の社長派が池田と手を組んで自社株を買い漁り、泥仕合の末、社長派は雅叙園観光の経営権を取り、ハズヱ派はドリーム観光を取ることで和解したことになっている。池田は、この内紛で自分も雅叙園観光の株を買い占め、雅叙園観光の会長におさまった点は同じ説明である。